# Január 15.
Január 15. az év 15. napja a Gergely-naptár szerint. Az évből még 350 (szökőévekben 351) nap van hátra.
Névnapok: Loránd, Lóránt + Alfréd, Aurél, Gujdó, Imbert, Itala, Klarisz, Klarissza, Kolos, Makár, Mike, Mikeás, Mór, Móric, Pál, Palmer, Pável, Pósa, Sándor, Szidor, Szigfrid, Uzor, Vidos, Vitus

## Események

### Politikai események
- 1559 – Anglia és  Írország királynőjévé koronázzák I. Erzsébetet, akinek uralma alatt vált országa tengeri és kereskedelmi nagyhatalommá.
- 1661 – a Lengyelországból elüldözött unitáriusok engedélyt kapnak, hogy letelepedjenek Kolozsváron.[1]
- 1688 – Az osztrák császári haderő elfoglalja a Munkácsi várat, melyet Zrínyi Ilona védett hősiesen. (A paktum 15-én született meg, a császáriak 17-én vonultak be a várba.)
- 1947 – Mecklenburg–Elő-Pomeránia tartomány megalapítása.
- 2008 – Bejrútban bomba robban az amerikai nagykövetség gépkocsija mellett, legkevesebb négy ember meghal és tucatnyian megsebesülnek.
- 2020 – Lemond a Dmitrij Medvegyev miniszterelnök vezette orosz kormány.[2]

### Tudományos és gazdasági események
- 1759 – Megnyitja kapuit a nagyközönség számára a British Museum.
- 1946 – Megnyitják a gyalogos forgalom számára a budapesti Kossuth hidat, a világháború után megépített első állandó dunai átkelőt.[3]
- 2005 – Az Európai Űrügynökség SMART–1 űrszondája kalciumot, alumíniumot, szilíciumot és vasat fedez fel a Hold felszínén.
- 2015 – Megszüntette a svájci jegybank a svájci frank euróhoz kötött 1,2-es átváltási árfolyamát. A svájci frank árfolyama hirtelen 20%-ot emelkedett egy napon belül.[4]
- 2015 – Történelmi mélypontot ért el a forint árfolyama az euróval szemben, amikor is 326, majd 327,6 forintot kellett fizetni egy euróért.[5][6] A svájci frank 378, míg más források szerint[7] 484,23 forintos árfolyamon is járt.

### Kulturális események

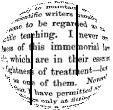
A Wikipédia őslogója

- 1857 – Megjelenik az első sportlap Magyarországon Bérczy Károlynak köszönhetően. Címe: Lapok a vadászat és a lovászat köréből.
- 1872 – Szarvas Gábor Pesten megalapítja a Magyar Nyelvőr című nyelvművelő folyóiratot, melyet 1994-ig az MTA jelentetett meg. 1994 óta az ELTE adja ki.
- 2001 – Elindul a Wikipédia angol változata.

#### Irodalmi, színházi és filmes események
- 1971 – Örkény István Macskajáték című drámájának ősbemutatója Szolnokon, a Szigligeti Színházban. A rendező Székely Gábor volt.

### Sportesemények
- 1978 –  1978-as Formula–1 argentin nagydíj, Buenos Aires – Győztes: Mario Andretti  (Lotus Ford)

### Egyéb események
- 2008 – Az Ice Prince görög teherszállító hajó – 20 fős legénységgel és több mint ötezer tonna fűrészáruval a fedélzetén – elsüllyed Nagy Britannia délnyugati partjainál, Devon közelében.

## Születések
- 1622 – Molière francia drámaíró, színész († 1673)
- 1795 – Bölöni Farkas Sándor író, műfordító, utazó, művelődésszervező, az MTA levelező tagja († 1842)
- 1803 – Heinrich Daniel Ruhmkorff német feltaláló, műszergyártó, aki forgalmazta az indukciós tekercset (gyakran Ruhmkorff tekercsnek is nevezik) († 1877)
- 1807 – Hermann Burmeister német zoológus és entomológus († 1892)
- 1838 – Horánszky Nándor magyar jogász, politikus († 1902)
- 1849 – Darányi Ignác jogász, agrárpolitikus, nagybirtokos, földművelésügyi miniszter († 1927)
- 1869 – Stanisław Wyspiański lengyel festő, grafikus, költő és drámaíró († 1907)
- 1882 – Zádor István magyar festőművész, grafikus († 1963)
- 1885 – Horváth Géza magyar katonatiszt, országgyűlési képviselő († 1963)
- 1893 – Torday Ottó magyar színész, színigazgató († 1967)
- 1902 – Nâzım Hikmet török költő, drámaíró, regényíró, akit világszerte a 20. század egyik legnagyobb költőjéként tartanak számon († 1963)
- 1907 – Kolozsvári Grandpierre Emil magyar író, műfordító, kritikus († 1992)
- 1908 – Teller Ede magyar születésű amerikai atomfizikus († 2003)
- 1913 – Lloyd Bridges amerikai színész († 1998)
- 1918 – Gamal Abden-Nasszer arab politikus, Egyiptom 2. elnöke († 1970)
- 1927 – Takács Nándor magyar karmelita szerzetes, székesfehérvári katolikus püspök († 2016)
- 1927 – Kautzky József Jászai Mari-díjas magyar színművész († 2019)
- 1929 – Martin Luther King Jr. amerikai polgárjogi vezető, Nobel-békedíjas († 1968)
- 1929 – Kiss Dezső fizikus, az MTA tagja († 2001)
- 1934 – Mário de Araújo Cabral portugál autóversenyző  († 2020)
- 1934 – Rajna Rácz Mihály magyar színész
- 1940 – Géher István magyar költő, műfordító, egyetemi tanár († 2012)
- 1943 – Jordán Tamás Kossuth és Jászai Mari-díjas magyar színész, rendező, a nemzet színésze
- 1949 – Balla Zsófia erdélyi magyar költő
- 1951 – Takács Kati Jászai Mari-díjas magyar színésznő érdemes művész
- 1953 – David Kennedy ír autóversenyző
- 1954 – Balázs F. Attila magyar költő, prózaíró, műfordító, szerkesztő, lap- és könyvkiadó
- 1955 – Horineczky Erika magyar színésznő († 2010)
- 1964 – Kanda Pál magyar színész
- 1977 – Lakatos Márk magyar stylist, show-rendező, divat-újságíró, jelmeztervező
- 1981 – Dylan Armstrong kanadai súlylökő
- 1981 – Pitbull amerikai rapper
- 1982 – Josip Pavić horvát vízilabdázó
- 1985 – Harri Olli finn síugró
- 1989 – Alekszej Cserepanov orosz jégkorongozó († 2008)
- 1990 – Vjacseszlav Vojnov orosz jégkorongozó
- 1991 – Marc Bartra spanyol labdarúgó
- 1991 – Darja Igorevna Klisina orosz távolugró

## Halálozások
- 341 – Remete Szent Pál (* 227/228)
- 1519 – Vasco Núñez de Balboa spanyol konkvisztádor, felfedező (* 1475)
- 1595 – III. Murád az Oszmán Birodalom 12. szultánja (* 1546)
- 1919 – Rosa Luxemburg lengyel születésű német szociáldemokrata politikusnő (* 1871)
- 1943 – Eric Knight angol író (* 1897)
- 1974 – Tasnádi Sándor tisztviselő, miniszterhelyettes (* 1904)
- 1975 – Ék Sándor magyar festőművész (* 1902)
- 1979 – Hollósi Frigyes magyar evezős, úszó, edző, sportvezető (* 1906)
- 1980 – Herbert Olivecrona svéd agysebész professzor, Karinthy Frigyes sikeres agyműtétjének elvégzője (* 1891)
- 1981 – Graham Whitehead brit autóversenyző (* 1922)
- 1983 – Meyer Lansky amerikai maffiavezér (* 1902)
- 1988 – Seán MacBride  ír politikus, Nobel-békedíjas és Nemzetközi Lenin-békedíjas (* 1904)
- 1994 – Cziffra György Liszt Ferenc-díjas magyar zongoraművész (* 1921)
- 2001 – Alex Blignaut dél-afrikai autóversenyző (* 1932)
- 2001 – Keresztesi Béla magyar erdőmérnök, az MTA tagja (* 1922)
- 2005 – Victoria de Los Angeles katalán opera-énekesnő (* 1923)
- 2008 – Brad Renfro amerikai színész (* 1982)
- 2011 – Susannah York brit színésznő, BAFTA-díjas (* 1939)
- 2013 – Bakó Márta magyar színésznő (* 1920)
- 2017 – Olofsson Placid svéd származású magyar bencés szerzetes, tanár, Gulag-túlélő (* 1916)
- 2023 – Tamás Gáspár Miklós, magyar filozófus, politikus, közíró (* 1948)
- 2023 – Vahtang Kikabidze grúz filmszínész, popénekes, forgatókönyvíró, filmrendező és dalszerző (* 1938)
- 2025 – David Lynch, kétszeres César-díjas amerikai filmrendező, filmproducer és vizuális művész (* 1946)

## Ünnepek, emléknapok, világnapok

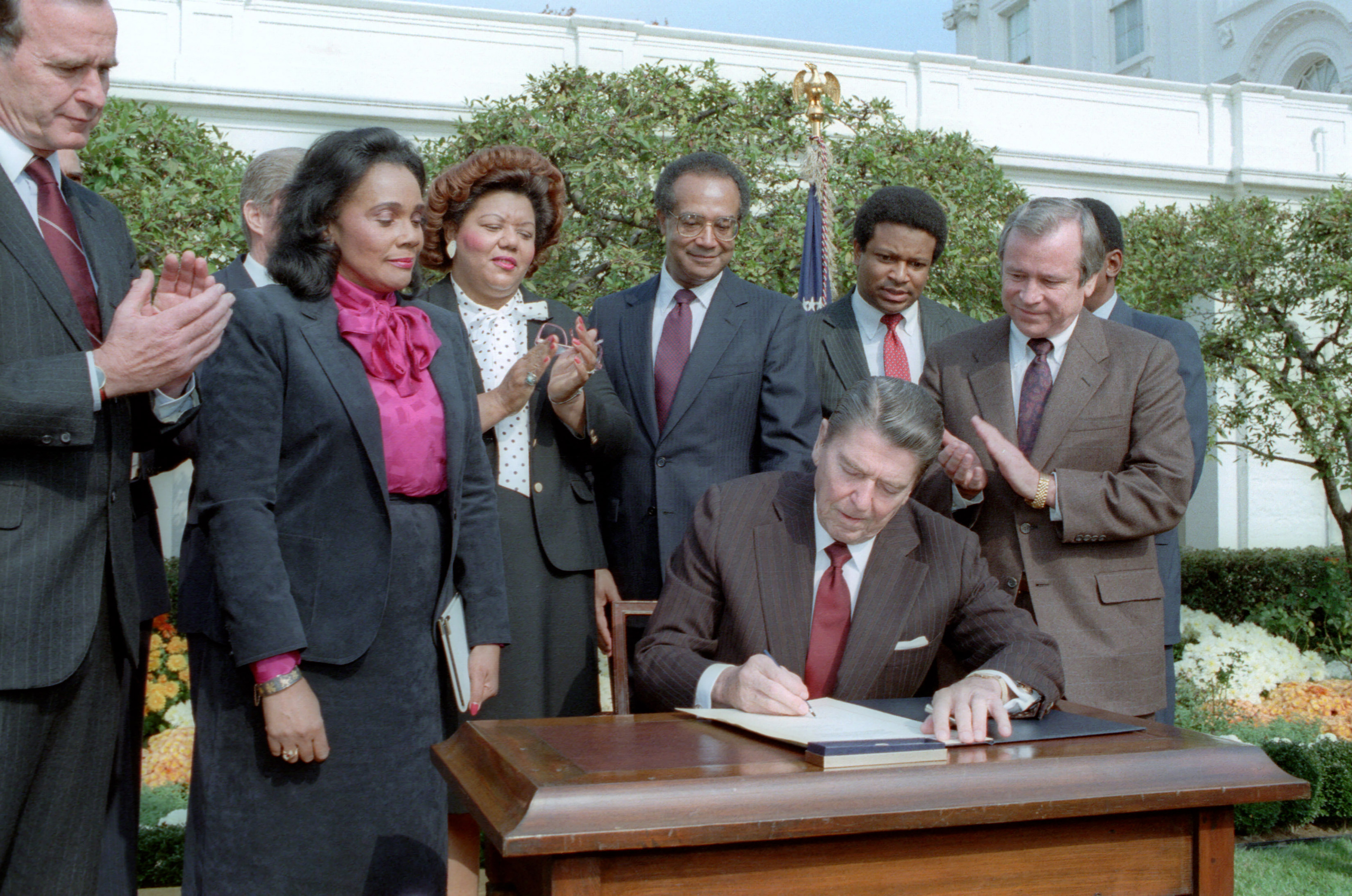
Ronald Reagan aláírja az elnöki proklamációt

- Angol Wikipédia születésnapja (Wikipedia Day) (2001)
- Remete Szent Pál ünnepe a katolikus egyházban
- Malawi nemzeti emléknapja (John Chilembwe Day)
- Szent Arnold Janssen a Verbita rend alapítójának emléknapja